# Embargo des États-Unis sur les exportations de produits pétroliers
L'embargo des États-Unis sur les exportations de produits pétroliers est une interdiction mise en place en 1975 par les États-Unis d'exporter du pétrole américain et certains de ses dérivés, à la suite du premier choc pétrolier. Cette mesure a été mis en place pour réduire l'impact du choc pétrolier et des politiques de pays étrangers sur les prix de l'essence en gardant la production locale des États-Unis dans le pays.

## Histoire
La loi qui a mis en place cette interdiction est l'Energy Policy and Conservation Act signé le 22 décembre 1975 par le président Gerald Ford.
Durant les années 2010, l'extension des capacités de production des États-Unis a remis en question cette mesure de restriction. En 2014, les États-Unis mettent en place des mesures d'assouplissements de l'embargo. La fin de cette embargo, a été voté le 18 décembre 2015 par le Congrès américain, avant de l'être de manière effective en janvier 2016,.